# قضاعة أوراسية
القضاعة الأوراسية أو القضاعة الأوروبية أو كلب الماء (الاسم العلمي: Lutra lutra)(بالإنجليزية: Eurasian otter)‏ هي نوع نموذجي من فصيلة القضاعات، وأكثرها انتشارًا. هذه المخلوقات نحيلة طويلة ومجهزة تجهيزًا جيدًا لعاداتهم المائية.
تتميز هذه القضاعة عن قضاعة نهر أمريكا الشمالية بعدة صفات، فهي ذات رقبة أقصر ومساحة أكبر بين الأذنين ولها أيضًا ذيل طويل. تُعد أنثى القضاعة أقصر طولًا من الذكر، ومتوسط وزن الجسم هو 7-12 كجم.

## الموطن
القضاعة الأوروبية من أنواع القضاعات الأكثر انتشارا على نطاق واسع، بما في ذلك أجزاء من آسيا وأفريقيا، فضلا عن كونها تنتشر في جميع أنحاء أوروبا. وعلي الرغم من ذلك الانتشار إلا أنه يعتقد أن تكون منقرضه حاليا في ليشتنشتاين وسويسرا، وتتواجد بكثرة في لاتفيا، وعلى طول ساحل النرويج، وعبر بريطانيا العظمى، وخاصة شتلاند، حيث يوجد 12٪ من السكان المملكة المتحدة يهتمون بتربيتها.